# E noi qui (programma televisivo)
E noi qui è un varietà, trasmesso dal 15 agosto al 3 ottobre 1970 per sette puntate sul Programma Nazionale.

## Produzione
Il varietà era condotto da Giorgio Gaber, Ombretta Colli, Rosanna Fratello e Gino Bramieri. Gli autori erano Italo Terzoli, Enrico Vaime e Umberto Simonetta; la regia era di Beppe Recchia.
Lo spettacolo era basato su una parte comica a cura di Bramieri e una parte musicale a cura degli altri tre conduttori. In ogni puntata interveniva un ospite, che introduceva un gioco per il pubblico.